# Petricia
Genre
Petricia est un genre d'étoiles de mer de la famille des Asteropseidae.

## Liste des genres
Selon World Register of Marine Species (6 janvier 2015) :
- Petricia imperialis (Farquhar, 1897) -- Nouvelle-Zélande
- Petricia vernicina (Lamarck, 1816) -- Australie du sud et Nouvelle-Zélande

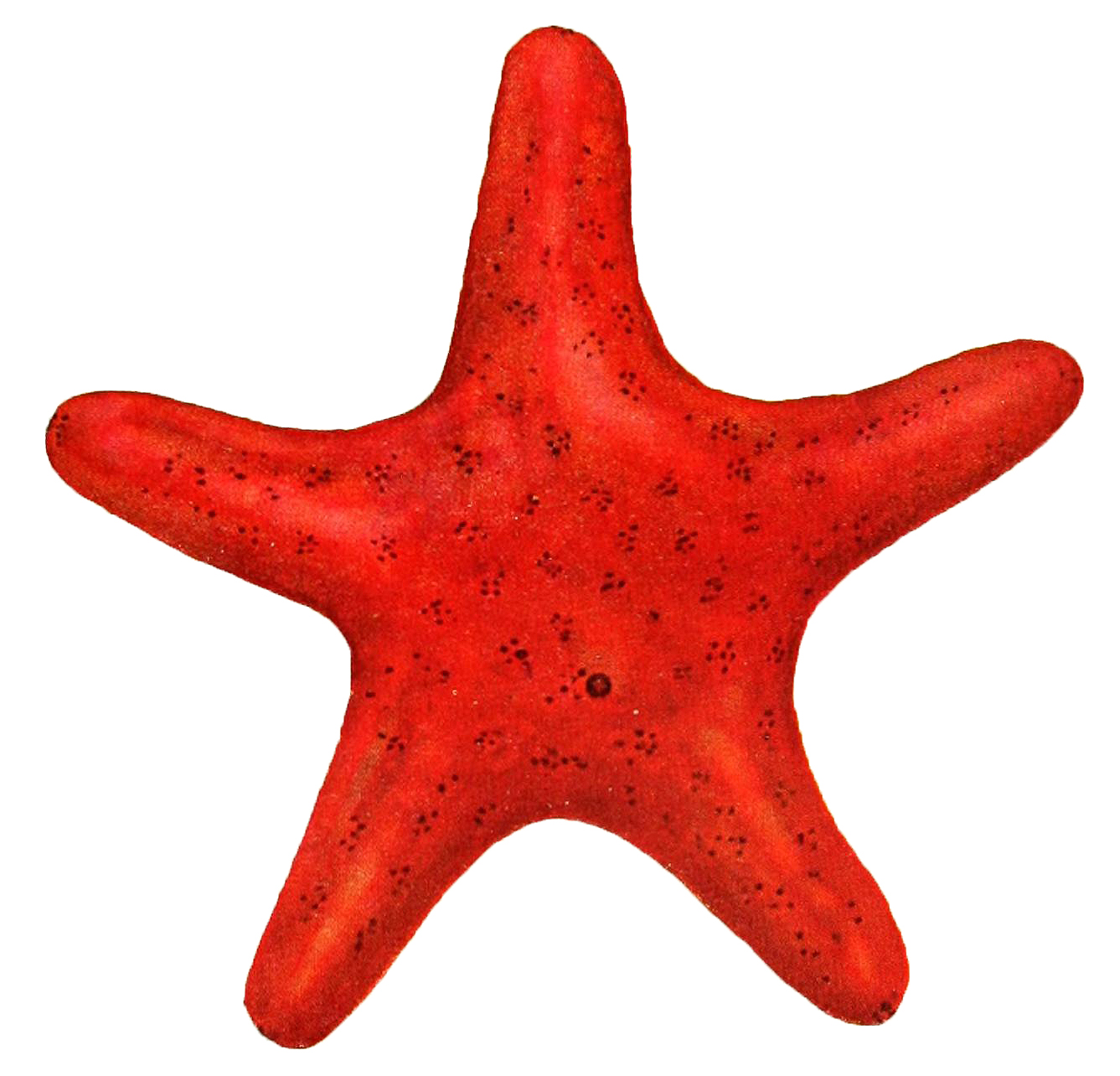
Dessin de Petricia vernicina (Clark, 1938).